# جون أ. سايتس
جون أ. سايتس (بالإنجليزية: John A. Seitz)‏ هو ضابط أمريكي، ولد في 1908، وتوفي في 4 يناير 1987 في جنكشن سيتي في الولايات المتحدة.